# Calmar des glaces
Psychroteuthis glacialis
Famille
Genre
Espèce
Statut de conservation UICN

 LC  : Préoccupation mineure
Le calmar des glaces (Psychroteuthis glacialis) est la seule espèce connue du genre monotypique Psychroteuthis, de la famille Psychroteuthidae. Même si une seule espèce a été confirmé, il est possible que deux espèces inconnues existent également. L'espèce est présente dans les eaux côtières près de l'Antarctique et de l'Amérique du Sud. Son manteau peut atteindre 44 cm.
Le calmar des glaces est connu pour se nourrir de beaucoup de crustacés, de poissons (Myctophidae), du krill antarctique et de la calandre antarctique. Il est aussi connu pour pratiquer le cannibalisme.
Les animaux connus pour se nourrir régulièrement du calmar des glaces (hors cannibalisme) comprennent le pétrel antarctique, l'albatros fuligineux, le phoque de Ross, l'éléphant de mer austral, le phoque de Weddell, la légine australe, l'albatros hurleur, l'albatros à tête grise, le manchot Adélie et le manchot Empereur.